# Lesbianisme polític
El lesbianisme polític o lesbianisme radical és un moviment feminista, generalment associat amb el feminisme de la segona onada i el feminisme radical. El lesbianisme polític lluita contra el patriarcat com a sistema polític i no dona suport a l'heterosexualitat ni a tenir relacions amb homes.

## Història del lesbianisme polític
El lesbianisme polític neix a finals de la dècada de 1960, dins de la segona onada de feministes radicals, per combatre el sexisme i la construcció social de l'heterosexualitat.
Sheila Jeffreys va desenvolupar el concepte amb l'assaig Love Your Enemy? The Debate Between Heterosexual Feminism and Political Lesbianism (Estima el teu enemic? El debat entre el feminisme heterosexual i el lesbianisme polític) on argumenten que les dones haurien de deixar de donar suport a l'heterosexualitat, de mantindre relacions sexuals amb homes i, finalment, anima les lectores a desfer-se dels homes «als vostres llits i al vostre cap».
A França, a finals dels anys vuitanta, Monique Wittig i Adrienne Rich van teoritzar el lesbianisme polític a La Pensée straight i La Constrainte à l'héterosexualité . Critiquen l'heteronormativitat i les institucions que se'n deriven, com el matrimoni i la família tradicional. A Catalunya, durant la Transició des de la dictadura franquista, va ser Empar Pineda, catalana d'arrels basques, qui va defensar els drets de les dones i del col·lectiu LGTB.
A finals de la dècada de 1990, el moviment LGBT es va oposar al lesbianisme radical. Més endavant, a la dècada dels 2010, el moviment va trobar un ressorgiment en associacions locals com el col·lectiu Bonny Read o l'associació no mixta parisenca FiÈres.

### Definició

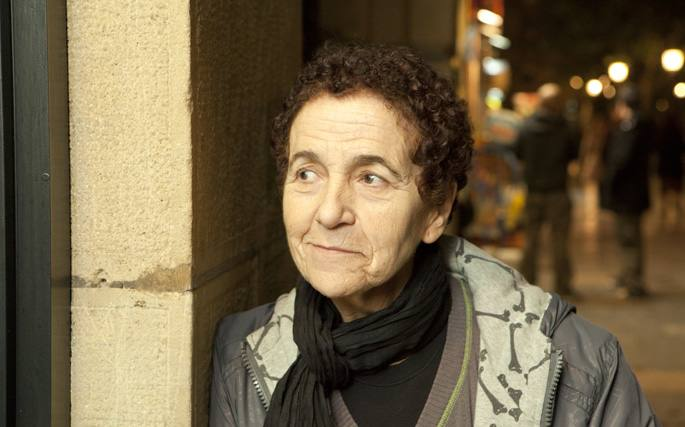
Empar Pineda, activista feminista contemporània.

El lesbianisme polític combat el patriarcat i les seves opressions rebutjant les relacions amb els homes i fugint de l'heterosexualitat.
Segons aquesta doctrina, els homes creixen en una societat on les relacions de gènere els són favorables, fet que determina comportaments masclistes. Per tant, les relacions de les dones amb els homes en la intimitat no poden escapar de l'opressió patriarcal. Per a Monique Wittig l'activisme feminista actual és un ajust del sistema patriarcal i no té la voluntat d'abolir-lo. Louise Turcotte, activista lesbiana radical, ho explica de la següent manera: "El lesbianisme radical situa la dimensió política del lesbianisme en el fet que les dones homosexuals ocupen una posició concreta dins els tipus de dones i que, per tant, constitueixen un defecte en aquest règim polític que és l'heterosexualitat».
Per aquest corrent de pensament, el comportament heterosexual és la base de l'estructura política patriarcal: les lesbianes que rebutgen les relacions heterosexuals estan, alhora, lluitant directament contra el sistema polític del patriarcat.
D'aquesta manera, les dones poden trencar amb una carcassa que les oprimeix amb normes heterosexuals, la sexualitat tradicional, el matrimoni i la vida familiar. De fet, per a les lesbianes amb temperament polític, les normes heterosexuals imposen una vida de treball dur sense reconeixement i subordinat als homes.

### Relacions sexuals
El lesbianisme polític no es basa en les relacions sexuals entre dones, sinó en quelcom més polític: el Grup Feminista Revolucionari de Leeds defineix una lesbiana política com «una dona que no folla pas amb homes». El Grup Feminista Revolucionari de Leeds, fundat el 1977, va emfatitzar la importància dels espais i l'organització només per a les dones i va identificar la violència masclista com la pedra angular de l'opressió de les dones.
Per això algunes trien el celibat o s'identifiquen com a asexuals. Altres són bisexuals i opten per anomenar-se lesbianes. El moviment té, per tant, l'efecte de donar més visibilitat a determinades sexualitats no normatives.
Finalment, hi ha algunes lesbianes polítiques que no s'oposen a compartir relacions sexuals, sense vincles afectius o romàntics, amb homes. Aquesta visió és, però, menys estesa dins del moviment.

## Separatisme lèsbic
El separatisme lèsbic és una forma de feminisme radical que argumenta que l'oposició al patriarcat assoleix millors resultats si es centra exclusivament en les dones i les noies. Aquestes dones consideren que els homes no poden fer aportacions positives al moviment feminista i que fins i tot els homes de bona fe repeteixen la dinàmica del patriarcat.
A Ti-Grace Atkinson, feminista radical i cofundadora del grup The Feminists, se li atribueix la frase que resumeix el moviment: «el feminisme és la teoria; el lesbianisme és la pràctica», Tanmateix, en realitat, va dir «el feminisme és la teoria; però el lesbianisme és una pràctica». Quan les dones abandonen les relacions heterosexuals i poden expressar-se com a lesbianes, troben valors comuns. Per tant, el lesbianisme és una qüestió política i no una limitació.
Charlotte Bunch, una dels primeres membres de The Furies Collective, veu el feminisme separatista com un primer pas necessari per assolir objectius específics i el desenvolupament personal. Les Fúries recomanen que les lesbianes separatistes només es socialitzin amb dones que es dissociïn dels privilegis masculins i afirma: «Mentre les dones gaudeixin de l'heterosexualitat, rebin els seus beneficis i seguretat, estan condemnades a trair les seves germanes, especialment les seves germanes lesbianes que no han rebut aquests privilegis».
Les dones que opten per aquesta visió també s'alliberen de la càrrega d'ensenyar als homes. Com a feministes heterosexuals poden sentir la necessitat d'explicar les seves lluites perquè els homes aprenguin i evolucionin, però un cop adoptat el lesbianisme, ja no en tenen cap deure moral. Una altra lògica complementària és el determinisme social: els homes continuen sent una classe privilegiada i, per això, no poden entendre del tot les lluites feministes, encara que estiguin plens de bona voluntat.
El lesbianisme separatista ha estat criticat per certs corrents de lesbianisme polític. Per exemple, Louise Turcotte critica haver “desenvolupat, amb una finalitat essencialista, els valors específicament lèsbics», tot i reconèixer la necessitat de comunitats de lesbianes.

## Ressenyes

### Ressenya de Gayle Rubin
Per a l'antropòloga i activista lesbiana i feminista Gayle Rubin, el lesbianisme polític va partir d'una bona intuïció. De fet, ser lesbiana porta a enfrontar-se a elements fonamentals de la jerarquia de gènere.
Tanmateix, "es fa més difícil d'admetre que hi ha heterosexuals que són feministes i lesbianes que no ho són. Això va dificultar el desenvolupament d'un moviment polític i d'una consciència lesbiana. Va portar a la visió que el lesbianisme només es justifica políticament en la mesura en què és feminista, cosa que, al seu torn, va fer que les feministes lesbianes menyspreessin les que no pertanyien al moviment. (...) Va néixer un lesbianisme polític que sembla avergonyir-se del desig lèsbic.